# 贾克琳·萨维茨基
贾克琳·卡特里娜·德米斯·萨维茨基（英語：Jaclyn Katrina Demis Sawicki；1992年11月14日—），加拿大和菲律宾女子职业足球运动员，司职中场，目前效力于西部联足球俱乐部和菲律宾国家女子足球队。她曾代表菲律宾参加2023年国际足联女子世界杯。